# Dipara nigrita
Dipara nigrita är en stekelart som beskrevs av Karl-Johan Hedqvist 1969. Dipara nigrita ingår i släktet Dipara och familjen puppglanssteklar.
Artens utbredningsområde är Kongo. Inga underarter finns listade i Catalogue of Life.